# John Hillcoat

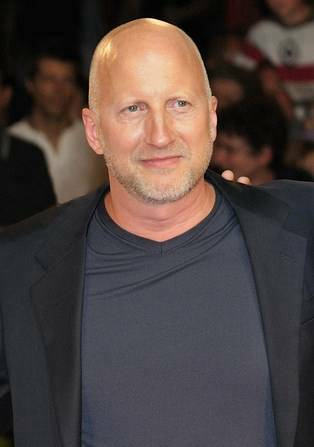
John Hillcoat auf dem Film Festival Venedig 2009

John Hillcoat (* 1961 in Queensland) ist ein australischer Drehbuchautor und Filmregisseur.

## Leben und Karriere
Hillcoat wuchs im kanadischen Hamilton auf. Er wurde als Regisseur von Musikvideos bekannt und arbeitete unter anderem mehrfach mit dem australischen Musiker, Schriftsteller und Schauspieler Nick Cave sowie der britischen Synthie-Pop-Gruppe Depeche Mode zusammen.
Im Jahr 1988 kam sein erster Spielfilm Willkommen in der Hölle (Ghosts… of the Civil Dead) in die Kinos, für den Hillcoat neben Nick Cave und drei weiteren Autoren auch das Drehbuch schrieb. Der Film war bei den 45. Internationalen Filmfestspielen in Venedig in der „International Film Critics Week“ zu sehen und gewann dort den Preis der Studenten der Universität „La Sapienza“. Zudem erkannte das Australian Film Institute „Willkommen in der Hölle“ eine Auszeichnung für die für beste Kulisse (Chris Kennedy) zu.
Hillcoats Film The Proposition – Tödliches Angebot aus dem Jahr 2005 gewann den Preis des Australian Film Institute für die beste Kamera, die beste Ausstattung, beste Original-Filmmusik und beste Kulisse.
Sein Film The Road nach dem gleichnamigen Roman von Cormac McCarthy feierte beim Toronto Film Festival 2009 Premiere und lief ab November 2009 in US-Kinos.
2012 stellte Hillcoat mit Lawless – Die Gesetzlosen seinen vierten Spielfilm fertig, der auf Matt Bondurants historischen Kriminalroman The Wettest County in the World (2008) basiert. Erzählt wird die Geschichte von drei Brüdern (gespielt von Shia LaBeouf, Tom Hardy und Jason Clarke) die zur Zeit der Großen Depression und Prohibition im ländlichen Virginia schwarzgebrannten Schnaps schmuggeln und sich dabei gegen Behörden und konkurrierende Banden erwehren müssen. Der Film, in weiteren Rollen mit Guy Pearce, Gary Oldman, Jessica Chastain und Mia Wasikowska besetzt, erhielt 2012 eine Einladung in den Wettbewerb der Internationalen Filmfestspiele von Cannes.
Die häufige Darstellung von Gewalt in seinen Filmen begründet Hillcoat mit seiner Auffassung, dass Gewalt ein großer Teil der Gesellschaft und des Lebens sei, weshalb er sie erforschen wolle. Er versuche, Gewalt als etwas Chaotisches darzustellen, das plötzlich hereinbreche und vermeide ihre Glorifizierung.

## Filmografie

### Spielfilme
- 1988: Willkommen in der Hölle (Ghosts… of the Civil Dead)
- 1996: To Have and to Hold
- 2005: The Proposition – Tödliches Angebot (The Proposition)
- 2009: The Road
- 2012: Lawless – Die Gesetzlosen (Lawless)
- 2016: Triple 9

### Musikvideos
- 1993: Herbert Grönemeyer – Chaos[2]
- 1993: Herbert Grönemeyer – Land unter[3]
- 1995: Siouxsie and the Banshees – Stargazer
- 1996: Manic Street Preachers – Australia
- 1997: Bush – Personal Holloway
- 1998: Placebo – You Don’t Care About Us
- 1998: Therapy? – Church of Noise
- 1998: Therapy? – Lonely, Cryin’, Only
- 2000: Chicane – No Ordinary Morning
- 2001: Depeche Mode – I Feel Loved
- 2001: Depeche Mode – Freelove
- 2002: Depeche Mode – Goodnight Lovers
- 2002: Gemma Hayes – Hanging Around
- 2003: Nick Cave and the Bad Seeds – Babe I’m on Fire
- 2003: AFI – Silver and Cold
- 2003: Muse – Time is Running Out
- 2010: Grinderman – Heathen Child
- 2010: Unkle – The Answer
- 2012: How to Destroy Angels – Ice Age
- 2013: Nick Cave and the Bad Seeds – Jubilee Street

### Dokumentationen
- 1985: The INXS: Swing and Other Stories
- 1997: Alleys and Motorways – Dokumentation über die Band Bush
- 2001: Digital Hardcore Videos

## Preise und Auszeichnungen
- 1989: Nominierung in der Kategorie Bestes Original-Drehbuch für Ghosts… of the Civil Dead beim Australian Film Institute
- 1996: Nominierung in der Kategorie Bester Film für To Have and to Hold beim Verona Love Screens Film Festival
- 2005: Nominierung in der Kategorie Bester Regisseur für The Proposition beim Australian Film Institute
- 2005: Nominierung in der Kategorie Bester Regisseur für The Proposition beim Film Critics Circle of Australia
- 2005: Gewinn in der Kategorie Bester Feature-Film für The Proposition bei den Inside Film Awards
- 2005: Nominierung in der Kategorie Bester Regisseur für The Proposition bei den Inside Film Awards
- 2009: Nominierung für den Goldenen Löwen für John Hillcoat bei den Internationalen Filmfestspielen von Venedig 2009